# Jonas Martin
Jonas Martin (Besançon, 9 aprile 1990) è un calciatore francese, centrocampista svincolato.

## Palmarès

### Competizioni nazionali
- Coppa di Lega francese: 1

Strasburgo: 2018-2019